# Tom Smits (voetballer)
Tom Smits (Waspik, 20 januari 1953) is een Nederlands voormalig voetballer die doorgaans als middenvelder speelde. Hij kwam van 1973 tot en met 1986 uit voor NAC, PSV en opnieuw NAC.

## Carrière
Smits zet zijn eerste stappen op het voetbalveld bij VV Waspik uit zijn geboortedorp. Voor aanvang van het seizoen 1973/74 maakt de middenvelder de overstap naar NAC waar hij vrijwel direct een basisplaats veroverde. Aan het einde van dat seizoen verloor Smits met de Bredanaars de finale om de KNVB Beker met 6-0 van PSV. Smits groeide in de jaren die volgen steeds meer uit tot de spil op het middenveld van NAC. Halverwege het seizoen 1976/77 stapte hij over naar PSV, waar hij zich direct in de basis speelde. Omdat PSV in 1976/77 na de winterstop nog een afgelast Eredivisieduel moest inhalen en Smits bij NAC en PSV alle competitieduels meedeed, is hij de enige speler ooit, die 35 volledige Eredivisiewedstrijden in een seizoen voetbalde. De enige twee andere spelers die ooit 35 eredivisieduels in een seizoen speelden waren Michael Mols en Edwin Vurens in het seizoen 1992/93. Zij speelden echter niet alle duels van de eerste tot de laatste minuut.
Een seizoen later won Smits met de Eindhovenaren de landstitel en de UEFA Cup, maar had zelf nauwelijks een aandeel in dat succes. Blessures hielden hem lange tijd aan de kant. Ook in de seizoenen daarna stonden blessures een definitieve doorbraak bij PSV in de weg. In juli 1980 keerde Smits terug naar NAC. Drie jaar later degradeerde hij met de club uit Breda naar de eerste divisie, maar een jaar later volgde promotie via de nacompetitie. In 1985 volgde andermaal degradatie uit de eredivisie, waarna Smits na het seizoen 1985/86 een punt achter zijn betaald voetbalcarrière zette.
Na zijn profloopbaan was Smits jarenlang scout voor PSV en trainde hij verschillende clubs in het amateurvoetbal. In het seizoen 2014/15 had hij het tweede elftal van VV Dongen onder zijn hoede. In de zomer van 2015 werd hij trainer van het tweede elftal van Achilles Veen.

### Statistieken
| Seizoen | Club | Competitie     | Wedstrijden | Goals |
| ------- | ---- | -------------- | ----------- | ----- |
| 1973/74 | NAC0 | Eredivisie     | 25          | 5     |
| 1974/75 | NAC0 | Eredivisie     | 32          | 0     |
| 1975/76 | NAC0 | Eredivisie     | 34          | 2     |
| 1976/77 | NAC0 | Eredivisie     | 17          | 4     |
| 1976/77 | PSV  | Eredivisie     | 18          | 1     |
| 1977/78 | PSV  | Eredivisie     | 5           | 0     |
| 1978/79 | PSV  | Eredivisie     | 11          | 1     |
| 1979/80 | PSV  | Eredivisie     | 16          | 0     |
| 1980/81 | NAC  | Eredivisie     | 28          | 5     |
| 1981/82 | NAC  | Eredivisie     | 23          | 4     |
| 1982/83 | NAC  | Eredivisie     | 29          | 2     |
| 1983/84 | NAC  | Eerste divisie | 30          | 0     |
| 1984/85 | NAC  | Eredivisie     | 26          | 0     |
| 1985/86 | NAC  | Eerste divisie | 4           | 0     |
| Totaal  |      |                | 298         | 24    |

## Erelijst
| UEFA Cup            | 1x | 1977/78 |
| Kampioen Eredivisie | 1x | 1977/78 |